# آدم فارادي
آدم فارادي (بالتشيكية: Adam Varadi) (30 أبريل 1985 بفريدك-ميستك في التشيك - ) هو لاعب كرة قدم تشيكي في مركز الهجوم. شارك مع منتخب التشيك تحت 17 سنة لكرة القدم ومنتخب التشيك تحت 19 سنة لكرة القدم ومنتخب جمهورية التشيك تحت 21 سنة لكرة القدم. أما مع النوادي، فقد لعب مع بانيك أوسترافا وفيكتوريا بلزن ونادي تيبليتسه ونادي سيغما أولوموتس ونادي سينيتسا وفيكتوريا زيزكوف.

## وصلات خارجية
- آدم فارادي على موقع الاتحاد التشيكي (الإنجليزية)
- آدم فارادي على موقع قاعدة بيانات كرة القدم.إي يو (الإنجليزية)
- آدم فارادي على موقع Soccerway.com (الإنجليزية)